# Храшће Туропољско
Храшће Туропољско је насеље у саставу Града Загреба. Део насеља налази се у четврти Нови Загреб — исток, а део у четврти Нови Загреб — запад. До територијалне реорганизације у Хрватској налазило се у саставу ужег подручја Града Загреба.

## Становништво
На попису становништва 2011. године, Храшће Туропољско је имало 1.202 становника.

## Попис1991.
На попису становништва 1991. године, насељено место Храшће Туропољско је имало 1.099 становника, следећег националног састава:
| Попис 1991.‍   | Попис 1991.‍  | Попис 1991.‍ | Попис 1991.‍ | Попис 1991.‍ |
| ------------- | ------------ | ----------- | ----------- | ----------- |
|               |              |             |             |             |
| Хрвати        | Хрвати       |             | 1.090       | 99,18%      |
| Муслимани     | Муслимани    |             | 3           | 0,27%       |
| Југословени   | Југословени  |             | 1           | 0,09%       |
| Македонци     | Македонци    |             | 1           | 0,09%       |
| Руси          | Руси         |             | 1           | 0,09%       |
| Словенци      | Словенци     |             | 1           | 0,09%       |
| неопредељени  | неопредељени |             | 2           | 0,18%       |
| укупно: 1.099 |              |             |             |             |